# Spisok tvoich myslej
| Recensione | Giudizio |
| ---------- | -------- |
| InterMedia | 8/10     |

Spisok tvoich myslej (in russo Список твоих мыслей?) è il primo album in studio del cantante russo Jony, pubblicato il 21 giugno 2019 dalla Zhara e Raava.

## Promozione
È stata realizzata una tournée a supporto dell'album fra giugno e novembre 2019. Seppur non sia singolo, Love Your Voice ha visto un particolare successo in Grecia, dove ha raggiunto la top 20 della hit parade nazionale e ha ottenuto la certificazione d'oro con oltre 10 000 unità vendute. Lo stesso brano ha ricevuto la certificazione d'oro dalla Związek Producentów Audio-Video per le 25 000 unità.

## Tracce
Testi di Džachid Afrail ogly Gusejnli, musiche di Džachid Afrail ogly Gusejnli e Michail Valer'evič Malachin, eccetto dove indicato.
1. Ty menja plenila – 3:12
2. Love Your Voice – 2:30
3. Lali – 2:28
4. Daj mne ruku – 2:25
5. Bez tebja ja ne ja (con HammAli & Navai) – 3:20 (testo: Džachid Afrail ogly Gusejnli, Aleksandr Michajlovič Gromov, Aleksandr Əliyev, Navai Bakirov – musica: Džachid Afrail ogly Gusejnli, Aleksandr Əliyev, Navai Bakirov)
6. Alleja – 2:22
7. Frendzona – 2:56
8. Pustoj stakan – 3:13 (musica: Michail Valer'evič Malachin)
9. Zvezda – 2:40

## Successo commerciale
Spisok tvoich myslej è risultato il 2º disco di maggior successo del 2019 su VK Muzyka, la seconda principale piattaforma streaming russa, figurando in top ten anche nella lista dell'anno seguente.

## Classifiche

### Classifiche settimanali
| Classifica (2019-20) | Posizione massima |
| -------------------- | ----------------- |
| Estonia              | 33                |
| Lettonia             | 6                 |
| Lituania             | 77                |

### Classifiche di fine anno
| Classifica (2019) | Posizione |
| ----------------- | --------- |
| Lettonia          | 46        |